# Musikk for bryllup og begravelser
Pour plus de détails, voir Fiche technique et Distribution.
Musikk for bryllup og begravelser (littéralement « musique pour mariages et enterrements ») est un film norvégien réalisé par Unni Straume, sorti en 2002.

## Synopsis
Sara a perdu son enfant et divorcé. Elle décide de louer sa cave à Bogdan, un musicien serbe qui vient y répéter avec son groupe.

## Fiche technique
- Titre : Musikk for bryllup og begravelser
- Réalisation : Unni Straume
- Scénario : Unni Straume
- Musique : Goran Bregović
- Photographie : Harald Gunnar Paalgard
- Montage : Trygve Hagen
- Production : Edward A. Dreyer et Tom Remlov
- Société de production : Christiania Film, Norsk Film, SF Studio, Svensk Filmindustri et Unni Straume Film
- Pays :  Norvège et  Suède
- Genre : Drame
- Durée : 97 minutes
- Dates de sortie : 
  -  Norvège : 23 août 2002

## Distribution
- Lena Endre : Sara
- Goran Bregović : Bogdan
- Bjørn Floberg : Peter
- Rebecka Hemse : Kaja
- Petronella Barker : Helen
- Wenche Foss : Lisa
- Kristoffer Joner : Kelner
- Sophia Kaushal : Zina

## Distinctions
Le film a remporté le prix Amanda de la meilleure actrice pour Lena Endre.